# Cratere Gordimer
Gordimer è un cratere sulla superficie di Mercurio.